# Robert Koch, der Bekämpfer des Todes
Robert Koch, der Bekämpfer des Todes ist eine Filmbiografie mit Emil Jannings in der Titelrolle und Werner Krauß als sein Gegenspieler Rudolf Virchow. Der Film wurde am 26. September 1939 im Berliner Ufa-Palast am Zoo uraufgeführt. Regie führte Hans Steinhoff.

## Handlung
Der junge Landarzt Dr. Robert Koch ist verzweifelt, denn eine Tuberkulose-Epidemie kostet zahlreichen Kindern seines Bezirks das Leben. Bereits jedes vierte Kind ist von dieser tückischen Seuche betroffen, und die Eltern müssen zusehen, wie ihre Kleinen elendig dahinsiechen. Schon seit Jahren hat sich Koch fieberhaft damit beschäftigt, den Erreger der Tuberkulose aufzuspüren.
Seine Arbeit stößt bei zahlreichen Kollegen auf Missgunst und blanke Ablehnung. Man hält ihn für einen Scharlatan, einen Blender, der mit seinen Vermutungen und Untersuchungen auf einer völlig falschen Spur ist. Es gibt Neider, wie etwa einen in seiner Ehre gekränkten Lehrer oder den Vertreter einer Gesundbeter-Sekte, aber auch sehr viel ernstere Gegner – allen voran der berühmte Mediziner-Kollege und Politiker Geheimrat Rudolf Virchow. Dieser einflussreiche Reichstagsabgeordnete stellt Kochs Mutmaßung, dass ein Bazillus der Auslöser der Tuberkulose ist, scharf in Abrede.
Intrigen und Verleumdungen behindern Kochs unermüdlichen Forscherdrang, können ihn jedoch nicht stoppen. Eines Tages gelingt es dem jungen Mediziner, seine Vermutungen zu beweisen. Daraufhin lädt ihn das Gesundheitsministerium nach Berlin ein, um dort seine Forschungen ungestört und mit den nötigen finanziellen Mitteln fortzusetzen. Doch auch in der Hauptstadt versuchen verschiedene Kräfte, Robert Kochs Arbeit zu torpedieren.

## Produktionsnotizen
Gedreht wurde Robert Koch, der Bekämpfer des Todes vom 20. März bis zum Juni 1939 auf dem Tobis-Außengelände in Berlin-Johannisthal. Der Film basierte auf Hellmuth Ungers Roman Robert Koch, Roman eines großen Lebens.
Die NS-Auftragsproduktion erhielt bei ihrer Uraufführung eine Fülle von Auszeichnungen: staatspolitisch und künstlerisch besonders wertvoll, kulturell wertvoll, volkstümlich wertvoll, jugendwert. Bei der internationalen Filmkunst-Ausstellung in Venedig, der Biennale, erhielt der Film Ende des Jahres 1939 den 1. Preis. Der Film wurde von den Alliierten nicht verboten.
Die beiden Superstars des deutschen Films der vergangenen zwanzig Jahre, Emil Jannings und Werner Krauß, traten hier erstmals im Tonfilm gemeinsam vor die Kamera. Drei Jahre darauf waren sie in Die Entlassung erneut (und zum letzten Male) Gegenspieler.
Emil Hasler entwarf die umfangreichen Filmbauten, die von Heinrich Weidemann und Fritz Lück ausgeführt wurden. Karl Julius Fritzsche übernahm die Produktionsleitung, Gustav Rathje war sein Stellvertreter. Gerhard Staab war Herstellungsleiter, Hans Grimm sorgte für den Ton, und Arno Richter entwarf die Kostüme.
Infolge des großen, von Regierungsseite massiv geförderten Erfolges des Films entstand kurzzeitig ein regelrechter Robert-Koch-Hype: Berichtet wurde in der deutschen Presse beispielsweise davon, dass nach dem siegreichen Abschluss des Überfalls auf Polen, also genau zur Zeit, als der Film im Reich anlief, mehrere Personalakten Kochs, die zuvor von polnischer Seite aus dem einst preußischen Regierungsgebäude in Posen entwendet worden waren, in Warschaus Staatlichem Hygiene-Institut als ‘polnisches Raubgut‘ sichergestellt worden seien. Diese Dokumente wurden in das Robert-Koch-Museum nach Berlin gebracht.
Hellmuth Ungers Koch-Roman erreichte, dank der Promotion durch den Steinhoff-Film, im Herbst 1940 die Verkaufsmarke von 100.000 Exemplaren. Der an dem Robert-Koch-Film beteiligte Autor Gerhard Menzel wiederum schrieb das Koch-Theaterstück „Der Unsterbliche“, das am Schauspielhaus Hamburg am 5. September 1940 uraufgeführt wurde. Sowohl im Deutschlandsender als auch in den Reichssendern Berlin und Breslau wurden Hörspiele über Koch ausgestrahlt, von denen eines nach Günther Weisenborns Schauspiel „Die guten Feinde“ gestaltet worden war.

## Kritiken
In ‘Der deutsche Film 1938–1945‘ ist zu lesen: „Dieses Robert-Koch-Memorial war aus kniender Haltung gefilmt: Pflicht, Opferbereitschaft, der absolute Glaube eines Forschers an seine Sendung, das politisch richtige (Bismarck-Anhänger-)Handeln und kaum eine Liebesszene“. Dem gegenüber stand die Charakterisierung des liberalen Koch-Gegenspielers Rudolf Virchow: „Krauss zeichnete Virchow als den Medizinpapst, als den in sein eigenes Dogma verrannten Gelehrten, den ehrgeizigen, im Licht des Hofes stehenden Greis, der nur mit innerstem Widerstreben die neue Epoche medizinischer Erkenntnis anerkennt.“
Das Lexikon des Internationalen Films schreibt: „Die Art seiner Schilderung weist Steinhoffs Film als typisches Beispiel der NS-Produktion aus: Mit großen Schauspielern wird eine Figur der deutschen Vergangenheit stilisiert, der aufgrund seiner Überlegenheit jegliche Mittel erlaubt sind. Hier hilft er auch noch, den deutschen Stamm reinzuhalten“
Kay Wenigers Das große Personenlexikon des Films meinte zu Steinhoffs Inszenierung, die „Biografie des Mediziners Robert Koch wiederum wurde von dem gebürtigen Sachsen zur Huldigung deutschen Forschergeistes hochstilisiert. Koch, so Steinhoffs Gleichung, steht wie Hitler für das Neue und Wagemutige, das Kühne und Revolutionäre. Ihm, wie Hitler, so will der Film insinuieren, stünden zahlreiche unzulängliche und bornierte Widersacher entgegen, deren Kleinmut sie blind für die Visionen der gottgleichen Erneuerer macht.“
Reclams Filmführer weist bezüglich des Koch-Films und ähnlich gelagerten NS-Produktionen jener Jahre, in deren Mittelpunkte überdimensionale Führungspersönlichkeiten standen, auf Folgendes hin: „Porträts großer Deutscher webten geschickt am Mythos des Führers, der unbeirrt durch gehässige Gegner und kleinliche Zweifler seinen Weg geht und aus seiner genialen Intuition notfalls auch gegen logische Argumente die richtige Entscheidung trifft.“
Buchers Enzyklopädie des Films gewichtet diese Inszenierung und ähnlich gelagerte Arbeiten Steinhoffs, um dessen Stellung und Bedeutung im nationalsozialistischen Film einzuordnen: „Mit der tendenziösen Biografie Robert Koch (1939), dem Heimatfilm Die Geierwally (1940) und vor allem Ohm Krüger (1941) etablierte sich Steinhoff als der linientreueste Starregisseur des Dritten Reichs.“
Karlheinz Wendtland äußerte zum Film: „Den Lebensweg des Landarztes benutzte Hans Steinhoff, treuer Parteigänger Hitlers, den Praktiker Dr. Koch heroisch zu erhöhen. Dabei nahm er gleichzeitig Gelegenheit, Kochs wissenschaftlichen Gegner, Rudolf Virchow, einen der großen Liberalen seiner Zeit, der er politisch wirklich war, in einen senilen Reaktionär, einen Vertreter der ‚dekadenten Demokratie‘, umzufunktionieren. Dennoch hat Steinhoff einen großartigen Film geschaffen. Das gerade macht ihn mit seinen Arbeiten so gefährlich. Er bringt bemerkenswert realistische und humorvolle Szenen, zeigt außerordentlich liebevolle Charaktertypen, ja sogar expressionistische Symbolismen. Das Rededuell zwischen Krauß und Jannings ist faszinierend. Wie sie sprechen und agieren – das anzusehen ist schon ein großer Genuß! Der phrasenartige Inhalt wurde beiden vorgeschrieben.“